# Shaango
Ne doit pas être confondu avec Shangó, album de Carlos Santana et Shangô, divinité
Shaango est une bande dessinée de style comic-book américain, édité par Los Brignolès Editions, dessinée par Kade, scénarisée par Kade & Jac et colorisée par Kade & Tir.
Le titre de la bande dessinée est un hommage à Shangô, dieu africain du tonnerre et de la justice.
La bande dessinée se caractérise aussi par son influence hip-hop et son ancrage social.

## Épisodes
1. Né sous l'orage, paru en décembre 2006
2. Si la foudre d'abord accablait les coupables, paru en février 2008
3. La foudre rajeunit les fleurs, paru en avril 2009
4. Chroniques de l'orage - Chapitre 1, paru en décembre 2009